# Vaktija
Vaktija (tur. vaktiye, iz arap.) je raspored islamskih molitava za svaki dan i naznaka početka i završetka posta.
Početak namaskih vremena i njihovo trajanje unaprijed određuju za to stručni ljudi u Islamskoj zajednici, točno u minutu. Takav kalendar naziva se vaktija i najčešće obuhvaća razdoblje od jednog mjeseca. Skup vaktija za svaki pojedini mjesec islamskog kalendara naziva se takvim.